# 樋口可南子
樋口 可南子（ひぐち かなこ、1958年〈昭和33年〉12月13日 - ）は、日本の女優。戸籍名は糸井 可南子（いとい かなこ）、旧姓は樋口。
新潟県加茂市出身。ユマニテ所属。新潟県立加茂高等学校、女子美術大学（中退）。夫は糸井重里。

## 来歴・人物
1978年、大学1年在学時に銀座のあんみつ屋でアルバイトをしているところをスカウトされたという設定で、20歳の時にポーラテレビ小説『こおろぎ橋』で主演デビュー（その後、大学は中退する）。
1980年に『戒厳令の夜』で映画に初出演し、初ヌードを披露した（同作品でゴールデン・アロー賞の新人賞を受賞）。
1981年に『北斎漫画』、1983年に『もどり川』に出演。『もどり川』では萩原健一、原田美枝子と共演を果たした。
また、1983年の谷崎潤一郎原作の映画『卍』でのレズビアン役、1987年に山田詠美原作の映画『ベッドタイムアイズ』での大胆な濡れ場シーンなどを演じて話題となった。『ベッドタイムアイズ』では写真集も発表している。
テレビドラマでは山田太一脚本のフジテレビ『早春スケッチブック』やNHKの連続テレビ小説『ロマンス』、TBS系『ラブバラードを君に』に出演した。
1991年には篠山紀信撮影の写真集『Water Fruit 不測の事態』がベストセラーになる（出版科学研究所調べ、2003年6月までの集計で55万部）。この写真集が事実上、日本でヘアヌードを解禁させるきっかけとなった。
1993年、糸井重里と結婚。
2000年代は『阿弥陀堂だより』や『明日の記憶』などに出演。
2007年より携帯電話会社のCMに出演し、母親役を務めた。
ブイヨンという名前の愛犬を飼っていたが、2018年3月21日に死去。2018年8月からジャック・ラッセル・テリアのブイコをふたたび飼い始める。
2020年には、久々にテレビ番組のナレーターをつとめた。

## エピソード
- 中学生時代は計算尺のクラブに所属し、中学3年生時に計算の速さを競う大会で優勝した[5]。

## 出演

### 映画
- 戒厳令の夜（1980年） - 秋沢冴子 役
- 北斎漫画（1981年） - 直子 役
- もどり川（1983年） - 琴江 役
- 卍（1983年） - 志藤光子 役
- 湾岸道路（1984年） - 杉本芙美子 役
- ときめきに死す（1984年） - 梢ひろみ 役
- 男はつらいよ 寅次郎恋愛塾（1985年） - 江上若菜 役
- ベッドタイムアイズ（1987年） - キム 役
- 恋はいつもアマンドピンク（1988年） - 主演・松本よき子 役
- 座頭市（1989年） - おはん 役
- 浪人街（1990年） - お新 役
- 四万十川（1991年） - 山本スミ 役
- 陽炎（1991年） - 主演・城島りん 役
- 女殺油地獄（1992年） - 豊島屋お吉 役
- 阿弥陀堂だより（2002年） - 上田美智子 役
- 花（2003年） - 食堂のおばちゃん 役
- 昭和歌謡大全集（2003年） - スズキミドリ 役
- 沙羅双樹（2003年） - 伊東昌子 役
- CASSHERN（2004年） - 東ミドリ 役
- 阿修羅城の瞳（2005年） - 美惨 役
- 明日の記憶（2006年） - 佐伯枝実子 役
- オリヲン座からの招待状（2007年） - 三好良枝 役
- アキレスと亀（2008年） - 倉持幸子 役
- 愛を積むひと（2015年） - 小林良子 役[6]

### テレビドラマ
NHK総合
- 風神の門（1980年） - 青子 役
- 銀河テレビ小説
  - 青春戯画集（1981年） - 染菊 役
  - 宵待草（1983年） - 島村キヨノ 役
  - ひとりごとの時代（1985年） - 松井桃子 役
- 大河ドラマ
  - 峠の群像（1982年） - 嶋屋美波 役
  - 独眼竜政宗（1987年） - 淀君 役
  - 太平記（1991年） - 花夜叉 役
  - 篤姫（2008年） - お幸 役
- 日本の面影（1984年） - 西田クラ 役
- 連続テレビ小説
  - ロマンス（1984年） - 小島はる 役
  - 甘辛しゃん（1997年） - 神沢（榊）ふみ 役
  - おひさま（2011年） - 丸山徳子 役
- ドラマ人間模様
  - 恋の華 白蓮（1985年） - 伊藤燁子（柳原白蓮） 役
- 脱兎のごとく 岡倉天心（1985年） - 岡倉基子 役
- もどり橋（1988年） - 茨木千春 役
- 乳の虎〜良寛ひとり遊び〜 (1993年)  - 貞心尼 役[7]
- 黄昏流星群（1998年） - 目黒誠子 役
- 蜜蜂の休暇（2001年） - 桜木はる子 役
- ディロン〜運命の犬（2006年 - 2008年） - 里中麻利 役

日本テレビ系
- 痛快!ピッカピカ社員（1980年） - 圭子 役
- 火曜サスペンス劇場
  - 「消えた蜜月」（1982年）
  - 「ワインレッドの罠」（1986年）
  - 「火刑都市」（1989年） - 渡辺由起子 役
- 野望の国（1989年 - 1990年） - 木戸松子 役
- 愛のミチコ（1990年）
- 嘘でもいいから（1993年、よみうりテレビ） - 大場天子 役
- 私立探偵 濱マイク（2002年）
- 冬の運動会（2005年） - 北沢あや子 役

TBS系
- ポーラテレビ小説「こおろぎ橋」（1978年 女優デビュー作での主演） - 北出佐知子 役
- 恋路海岸（1979年）
- 大いなる朝（1979年） - 徳久泰子 役
- 水戸黄門 第10部 第5話「鬼庄屋は黄門様に瓜二つ -沼津-」（1979年） - お花 役
- 東芝日曜劇場「枇杷の花けむる」（1979年、CBC）
- 港町純情シネマ（1980年） - あざみ 役
- 愛の旅路（1980年）
- 夜の花火（1981年、毎日放送）
- ザ・サスペンス「残酷な旅路」（1983年） - 亜沙子 役
- みだらな女神たち（1983年、TBS） - 花森陽子 役
- 弦鳴りやまず（1984年、毎日放送） - 辻久子 役
- 水曜ドラマスペシャル 恋人たちのいた場所（1986年3月26日） - 田中信子 役
- ラストバラードは君に（1988年） - 白根恵子 役
- あ・うん（2000年） - 門倉君子 役
- DOOR TO DOOR（2009年） - 倉沢美津江 役
- 小公女セイラ（2009年） - 三村千恵子 役
- うぬぼれ刑事（2010年） - 青木たまえ 役

フジテレビ系
- ピーマン白書（1980年） - マドンナ 役
- 彩の女（1980年 - 1981年）
- ゴールデンドラマシリーズ「氷山のごとく」（1980年 - 1981年、東海テレビ）
- 早春スケッチブック（1983年） - 新村明美 役
- 女優競演サスペンス（関西テレビ）
  - 「タフガイが死んだ日」（1987年）
  - 「女と男」（1987年）
- 季節はずれの海岸物語 '90冬（1990年） - 明子 役
- 汚れっちまった悲しみに（1990年） - 長谷川泰子 役
- 3番テーブルの客（1997年）
- 島根の弁護士（2007年） - 桜井秀子 役

テレビ朝日系
- 土曜ワイド劇場
  - 蝶たちは今…冥土からの手紙　死者からの電話（1979年）
  - 西村京太郎トラベルミステリー（1979年 - 1982年） - 青山亜希子記者 役
  - 翔んでる女II（1980年）
  - 北海道殺人旅行・わたしの婚約日記（1981年） - 麻利子 役
  - 第三の女（1982年） - 永原翠・永原茜 姉妹二役
- 額田女王（1980年） - 鸕野讚良皇女 役
- 新・海峡物語（1981年）
- 女捜査官（1982年、朝日放送）
- あとは寝るだけ（1983年） - 小雪 役
- 最後の家族（2001年） - 内山昭子 役
- 時は立ちどまらない（2014年） - 西郷麻子 役

テレビ東京系
- 海にかける虹〜山本五十六と日本海軍（1983年） - 芸者・梅龍（河合千代子） 役
- 本当と嘘とテキーラ（2008年） - 川本佳代 役
- コタキ兄弟と四苦八苦（2020年） - 島須弥子

### ラジオドラマ
- 愛の街から　（1980年 - 1981年、FM東京）

### 吹き替え
- ドクター・ストレンジ（2017年） - エンシェント・ワン 役〈ティルダ・スウィントン〉[8]
- アベンジャーズ/エンドゲーム（2019年） - エンシェント・ワン 役〈ティルダ・スウィントン〉[9]

### ミュージック・ビデオ
- 宇多田ヒカル「誰かの願いが叶うころ」

## ディスコグラフィ

### シングル
| 発売日      | 規格        | 規格品番    | タイトル                       | 面          | タイトル       | 作詞        | 作曲        | 編曲        |
| TDKレコード | TDKレコード | TDKレコード | TDKレコード                    | TDKレコード | TDKレコード    | TDKレコード | TDKレコード | TDKレコード |
| ----------- | ----------- | ----------- | ------------------------------ | ----------- | -------------- | ----------- | ----------- | ----------- |
| 1982年      | 7インチ     | 17TD-3      | 噂のランデヴー／別れの肌ざわり | A           | 噂のランデヴー | 安井かずみ  | 加藤和彦    | 乾裕樹      |
| 1982年      | 7インチ     | 17TD-3      | 噂のランデヴー／別れの肌ざわり | B           | 別れの肌ざわり | 安井かずみ  | 加藤和彦    | 清水信之    |
| 1982年      | 12インチ    | T10A-101    | Sweet Fragrance                | A           | 噂のランデヴー | 安井かずみ  | 加藤和彦    | 乾裕樹      |
| 1982年      | 12インチ    | T10A-101    | Sweet Fragrance                | B           | 別れの肌ざわり | 安井かずみ  | 加藤和彦    | 清水信之    |

### アルバム

#### オリジナル・アルバム
| 発売日               | 規格                 | 規格品番             | アルバム |
| ワーナー・パイオニア | ワーナー・パイオニア | ワーナー・パイオニア | ワーナー・パイオニア |
| -------------------- | -------------------- | -------------------- | --- |
| 1983年11月30日       | LP                   | L-12551              | からたちの花が、咲いたそうだよ Side:A 1. SCOCTH AND RAIN – （3:50） - 作詞：松本隆 作曲：南佳孝 編曲：大村雅朗 2. からたちの花 – （3:50） - 作詞：流れ星犬太郎 作曲：井上陽水 編曲：水谷竜緒 3. 戯画のボサノバ – （2:51） - 作詞：戸川純 作曲：内田健太郎 編曲：淡海悟郎 4. 別れたあとも・・・ – （4:51） - 作詞・作曲：忌野清志郎 編曲：淡海悟郎 5. とまどうペリカン – （5:09） - 作詞・作曲：井上陽水 編曲：水谷竜緒 Side:B 1. 綾瀬 – （3:15） - 作詞：来生えつこ 作曲：来生たかお 編曲：青木望 2. これがブルース!? – （4:23） - 作詞・作曲：つのだひろ 編曲：川村栄二 3. 二月のエクラン – （3:40） - 作詞：秋元康 作曲：南佳孝 編曲：大村雅朗 4. やるせな愛 – （4:28） - 作詞：来生えつこ 作曲：来生たかお 編曲：青木望 5. 夜へ・・・ – （3:45） - 作詞：阿木燿子 作曲：宇崎竜童 編曲：青木望 |

#### サウンドトラック
- ベッドタイムアイズ／Bed Time Eyes（1987年、K32Y-6169）・・・映画「ベッドタイムアイズ」サントラ。2曲目の「ラブ・フォー・セイル／Love For Sale」のみ参加。

## 写真集
- 贅沢な時間〈撮影・篠山紀信 写楽館シリーズ3〉（1981年）
  - 1986年には「激写文庫」、2006年には「小学館アーカイヴスベスト・ライブラリー 名作写真館」にて復刻。
- ベッドタイムアイズ写真集（1987年）
- water fruit 篠山紀信＋樋口可南子 accidents 1 不測の事態（1991年）

## 受賞歴
- 第15回報知映画賞 助演女優賞（1990年） - 『浪人街』
- 第5回日本ジュエリーベストドレッサー賞 30代部門（1994年）
- 第40回ブリュッセル国際映画祭 最優秀女優賞（2015年） - 『愛を積むひと』[10]
- 第46回毎日映画コンクール 田中絹代賞（1992年）

## CM
- コーセー
- サントリー HAIG（1983年） - デイヴィッド・ハミルトン撮影のヌードカレンダーが特典。
- 三陽商会 VOIR
- 麒麟麦酒 キリンラガービール（1990年）[11]
- ポーラ ESTINA（1991年）
- オンワード樫山 23区
- 大塚製薬 ファイブミニプラス（1993年）
- サントリー クレスト12年
- 味の素 Cook Do - 娘役の稲坂亜里沙らと共演
- ニベア花王 ニベアヴィタル（2006年 - ）
- ソフトバンクモバイル（2007年 - ） - 白戸家シリーズのお母さん役
- トヨタ自動車 トヨタ・プレミオ（2007年 - ）[12]
- サノフィ・アベンティス／アステラス製薬 「よいおやすみ啓発活動」（2010年 - ）
- カネボウ化粧品 エビータ ファーステージ（2012年 - ）
- サントリーフーズ BOSS超（2012年 - ） - 料亭「ひぐち」の女将役。北大路欣也との共演、そしてなぜか犬が登場した。
- 資生堂 資生堂 表情プロジェクト（2017年 - ）[13][14][15]